# Judo na Letnich Igrzyskach Olimpijskich 1964
Turniej judo na XVIII Igrzyskach Olimpijskich – odbywał się w dniach 20–23 października 1964 r. w Tokio, w hali Nippon Budōkan. Startowali w nim tylko mężczyźni.

## do 68 kg
| M | Państwo    | Zawodnik          |
| - | ---------- | ----------------- |
| 1 | Japonia    | Takehide Nakatani |
| 2 | Szwajcaria | Eric Hänni        |
| 3 | ZSRR       | Oleg Stiepanow    |
| 3 | ZSRR       | Ārons Bogoļubovs  |

## do 80 kg
| M | Państwo           | Zawodnik         |
| - | ----------------- | ---------------- |
| 1 | Japonia           | Isao Okano       |
| 2 | Niemcy            | Wolfgang Hofmann |
| 3 | Stany Zjednoczone | James Bregman    |
| 3 | Korea Południowa  | Kim Eui-tae      |

## powyżej 80 kg
| M | Państwo | Zawodnik            |
| - | ------- | ------------------- |
| 1 | Japonia | Isao Inokuma        |
| 2 | Kanada  | Alfred Rogers       |
| 3 | ZSRR    | Parnaoz Czikwiladze |
| 3 | ZSRR    | Anzor Kiknadze      |

## Open
| M | Państwo   | Zawodnik             |
| - | --------- | -------------------- |
| 1 | Holandia  | Anton Geesink        |
| 2 | Japonia   | Akio Kaminaga        |
| 3 | Australia | Theodore Boronovskis |
| 3 | Niemcy    | Klaus Glahn          |

## Tabela medalowa
| Poz.    | Państwo           |   |   |   | Łącznie |
| ------- | ----------------- | - | - | - | ------- |
| 1       | Japonia           | 3 | 1 | 0 | 4       |
| 2       | Holandia          | 1 | 0 | 0 | 1       |
| 3       | Niemcy            | 0 | 1 | 1 | 2       |
| 4       | Kanada            | 0 | 1 | 0 | 1       |
| 4       | Szwajcaria        | 0 | 1 | 0 | 1       |
| 6       | ZSRR              | 0 | 0 | 4 | 4       |
| 7       | Australia         | 0 | 0 | 1 | 1       |
| 7       | Korea Południowa  | 0 | 0 | 1 | 1       |
| 7       | Stany Zjednoczone | 0 | 0 | 1 | 1       |
| Łącznie | Łącznie           | 4 | 4 | 8 | 16      |